# Abigail Lane
Abigail Lane   (Penzance, 1967) és una artista anglesa que treballa en fotografia, fosa de cera, impressió i so. Lane va ser una de les expositores en l'exposició Freeze encapçalada per Damien Hirst el 1988, un espectacle mixt d'art que va ser significatiu en el desenvolupament de l'escena d'art d'YBA més recent.

## Vida i obra
Lane va néixer a Penzance, Cornualla. Va estudiar al Politècnic de Bristol i al Goldsmiths College de la Universitat de Londres. Els treballs de Lanes intenten solucionar l'absència d'un artista o "desaparegut". Utilitza pistes i fotografies com a rastre o evidència del seu treball, convidant el públic a reunir una narració o un esdeveniment que ha tingut lloc. El treball d'Abigail Lane presenta un tema inquietant que crea un efecte seductor, Tracey Emin afirma: "Abigail podria mostrar el contingut de la seva nevera i seria fantàstic".
Lane va exposar en el Freeze de Damien Hirst el 1988, amb altres artistes, incloent-hi Gary Hume RA, Sarah Lucas i Fiona Rau RA. Karsten Schubert li va donar el primer espectacle en solitari el 1992. Un dels seus programes més coneguts va ser "Skin of Tooth" allotjat en l'Institut d'Arts Contemporànies el 1995. Lane va passar a tenir un espectacle en solitari en el Museu Bonnefanten de Maastricht el 1996.
L'octubre de 2003, amb els seus dos amics Bob Pain i Brigitte Stepputtis, Lane va llançar una companyia de disseny el 2003 del seu estudi amb seu a Londres anomenat "Showroom Dummies". "Showroom Dummies" va incloure una col·lecció de coixins, teules, teles, mantes, uniformes i revestiments de parets que Lane va descriure com a "coses que jo voldria en la meva pròpia casa"

## Exposicions
- Frozen, Surrey Docks, Londres, 1988
- New Contemporaries, Institut d'Arts Contemporànies, Londres, 1989
- Modern Medicine, Building One, Londres, 1990
- Show Hide Show Anderson O'Day Gallery, Londres, 1991
- Mat Collishaw, Angus Fairhurst, Abigail Lane, Via Farini, Milà, Itàlia, 1992
- Abigail Lane: Fent història Karsten Schubert, 1992
- Grup show, Barbara Gladstone Gallery i Stein Gladstone Gallery, Nova York, 1992
- 20 Peces fràgils. Galerie Barbara i Luigi Polla, Ginebra, Suïssa, 1992
- Skin of Tooth, Institut d'Arts Contemporànies, Londres 1995
- Privacitat, Documental, Milà, Itàlia, 1993